# 치맥
치맥 (영어 Chimaek)은 "치킨(Chicken)"과 "맥주(麥酒)"의 합성어이다. 2002년 한일 월드컵을 기점으로 하여 알려지기 시작하였고 옥스포드 영어사전에도 2012년에 등재되어 있는 신조어에 속한다. 이 밖에도 '치느님', '1인1닭', 'K-치킨', '치킨파동'이라는 신조어가 있다.

## 유래
1960년대 초에 나타난 전기구이 통닭이 인기를 누렸지만 1980년대에 들어서자 조각 튀김닭에 밀려 자취를 감췄다. KFC는 1984년 서울 종로에 매장을 열면서 한국에 진출했다. 튀김닭이 1970년대 등장한 생맥주의 안주로 각광 받으면서 치맥(치킨+맥주)이 한국인의 음주 문화 한 축을 이루게 된다. 특히 2002년 한일 월드컵은 '치맥사(史)'에 획을 그은 사건으로 붉은 유니폼을 입고 맥줏집에 모여 앉아 열광적인 응원을 펼친 술꾼들에 의해 공전의 히트를 쳤다.
치킨과 맥주를 함께 먹는 것은 종전에도 있었지만, 치맥이라는 단어가 대중화된 것은 2010년 이후다. 2010년 남아프리카 공화국 월드컵과 한국프로야구의 중흥으로 치킨과 맥주를 먹는 문화를 일컫는 치맥이라는 단어가 대중화되기 시작했다.

## 세계화
최근 중국에서 치맥(치킨과 맥주의 줄임말)이 열풍이다. 드라마 ‘별에서 온 그대’에서 전지현이 “눈 오는 날엔 치맥인데”라는 대사 한 마디로 중국인들에게 치맥이 큰 인기를 얻고 있다. 2014년 4월 26일 방송된 SBS ‘한밤의 TV연예’에서는 중국의 치맥 열풍에 대해 전한 적있다. 한 중국 특파원은 ‘별그대’를 통해서 본 한국의 모습들에 호감을 가지고 따라 해보고 싶은 마음이 생겨서 치맥을 체험해보려고 하는 사람이 많다고 밝혔다. 이어 “중국인들은 닭고기를 볶아서 먹었는데 맥주 안주로 치킨을 먹는다고 생각을 못했다”며 "한 손에는 닭튀김을 들고 다른 한 손에는 맥주를 들고 인증샷을 찍어 본인 SNS나 블로그에 올리는 것이 유행이다"라고 말했다.
‘치맥’은 이제 대중과 소비자 속에서 문화가 됐다. 치맥을 테마로 한 축제, ‘치맥 페스티벌’이 열리는가 하면 그 축제가 해외로 수출되어 중국에서 문전성시를 이뤘다. 불과 2회 째인데도 벌써 해외로 진출했다. 지난해 치맥 축제를 준비했던 주최측은 중국으로 치맥 축제를 수출했다. 지난 8일부터 중국 닝보시에서 개최된 ‘치맥 페스티벌 인 닝보’(기획진행: 한국식품발전협회 윤병대 사무처장)에는 연일 구름 같은 인파가 몰렸다. 개막 3일간 40만 명이 몰렸다는 것이 주최측의 설명이다.

## 현황
현재 치맥은 창업 프랜차이즈 부분에 있어서도 효자 노릇을 톡톡히 하고 있다. 치킨과 생맥주 수요 증가로 인해 잠시 주춤했던 치킨 전문점 창업 수요도 나날이 증가하고 있는 상황이다. 현재 국내 치킨전문점 창업 프랜차이즈 회사는 701개(2021년 기준)에 이른다. 이중 활발한 활동을 펼치고 있는 곳은 그중 10%인 약 20여개 업체. 튀기거나 굽는 조리 방식과 소스를 차별화해서 가맹점을 모집 중이다.

## 같이 보기
- 안주 (음식)